# Riace (traghetto)
Il Riace è stato un traghetto ferroviario bidirezionale, appartenuto alla compagnia di navigazione italiana Bluferries dal 2012 al 2025.

## Servizio
Varato l'8 febbraio 1983 nel cantiere navale Fincantieri di Castellammare di Stabia con il nome di Riace e consegnato il 16 marzo successivo alle Ferrovie dello Stato, prende servizio nello stesso mese nei collegamenti nello stretto di Messina, principalmente tra Messina e Villa San Giovanni.
Nel 2006 viene trasferito alla RFI.
Nel 2009 viene trasferito insieme a tutta la flotta RFI sotto il marchio Bluvia.

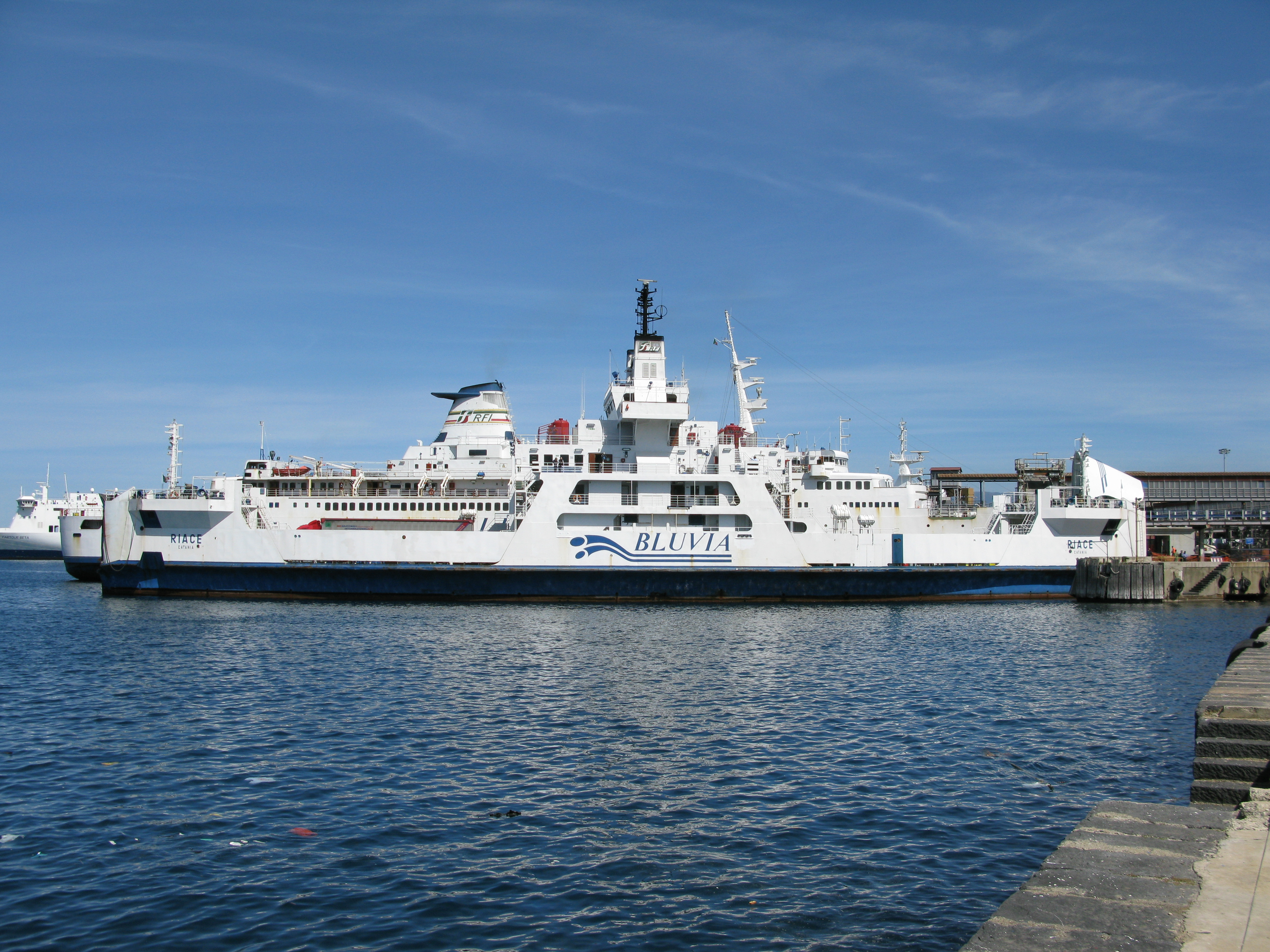
Il Riace ormeggiato a Messina nel 2010.

Nel 2012 viene trasferito insieme al resto dei bidirezionali impiegati nello stretto alla neonata Bluferries.
L'11 aprile 2025 salpa da Messina per Augusta, dove viene preparato alla dismissione e alla successiva vendita per demolizione in vista dell'ingresso in flotta del nuovo Athena.
Il 25 aprile 2025 ne viene ufficializzata la vendita per demolizione ai cantieri di Aliağa.
La mattina del 16 luglio 2025 salpa da Augusta al traino del rimorchiatore Eduardo Morace per Aliağa, dove giunge la mattina del 21 luglio, giorno in cui viene spiaggato.

## Navi gemelle
- Fata Morgana